# 라 누벨 아테네

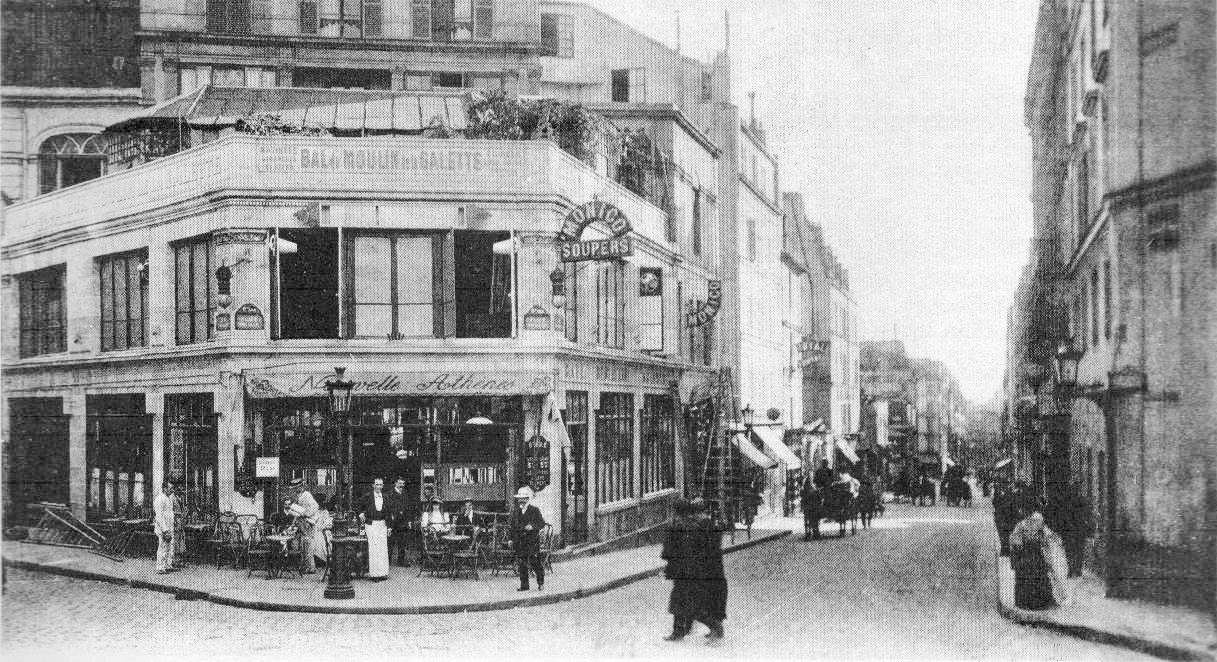
19세기 말 라 누벨 아테네의 모습

라 누벨 아테네(프랑스어: Nouvelle Athènes) 또는 카페 드 라 누벨 아테네(프랑스어: Café de la Nouvelle-Athènes)는 프랑스 파리의 누벨 아테네 지구, 피갈 광장에 위치한 피갈 거리 66번지에 위치해 있었던 카페이다. 이곳은 수많은 인상주의 회화의 배경이 되었으며, 앙리 마티스, 빈센트 반 고흐, 에드가 드가 등 여러 화가들의 모임 장소로 잘 알려져 있다.

## 역사

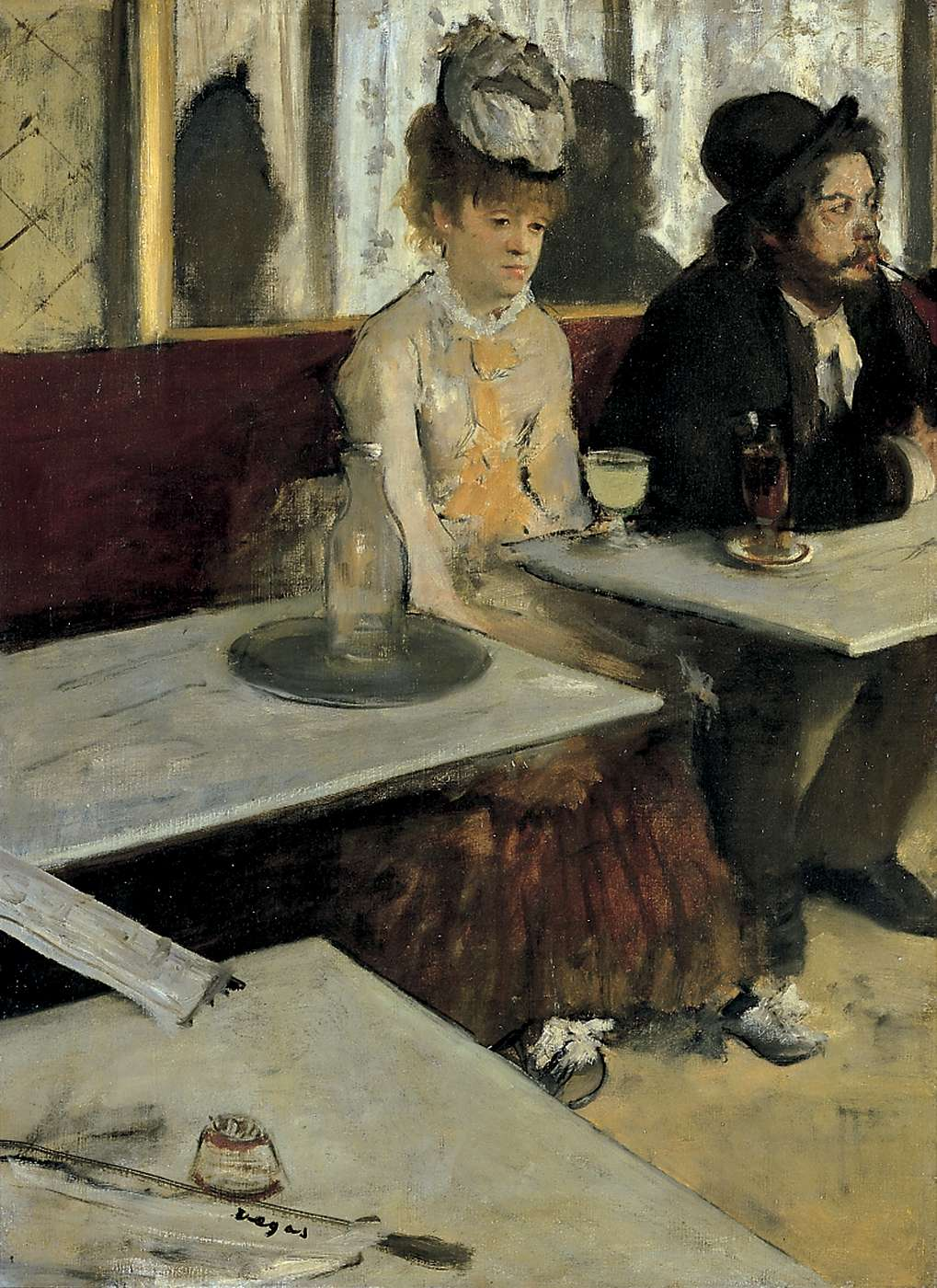
에드가 드가가 1876년 라 누벨 아테네에서 그린 《압생트》

1874년, 몇몇 예술가들이 이 카페에 모여 첫 인상주의 회화 전시회를 계획했다. 에드가 드가는 이곳에서 여배우 엘런 앙드레를 모델로 하여 《압생트》라는 작품을 그렸다. 또 다른 유명한 인물로는 괴짜 작곡가 에리크 사티가 있었는데, 그는 이 카페에서 피아노를 연주했으며, 이곳에서 모리스 라벨의 아버지를 통해 15세의 라벨과 처음 인연을 맺었다.

## 폐업 이후
1940년대에는 이 카페가 ‘스핑크스(Sphynx)’라는 이름으로 스트립 클럽이 되었으며, 나치 점령기에는 독일군이, 해방 이후에는 자유 프랑스 저항군이 자주 찾는 장소가 되었다. 1960년대부터 1990년대까지는 ‘뉴 문(New Moon)’이라는 이름의 공연장이 되었고, 처음에는 레즈비언 카바레로, 이후에는 마노 네그라, 더 프렌치 러버스, 누아르 데지르, 캘빈 러셀, 네이키드 에이프스 오브 리즌, 레 밤파스 등 다양한 록 밴드들이 공연하는 음악 공연장으로 운영되었다.
이 카페가 있었던 건물은 2004년에 화재로 파괴된 뒤 철거되었다.